# کریستوفر مارلو
کریستوفر مارلو (به انگلیسی: Christopher Marlowe) که گاهی از او به نام کیت مارلو (به انگلیسی: Kit Marlowe) یاد می‌شود، شاعر، نمایش‌نامه نویس و مترجم انگلیسی عصر الیزابت بود. از او با عنوان پدر نمایش‌نامه‌نویسی بریتانیا یاد می‌شود به نحوی که حتی ویلیام شکسپیر نیز از او تأثیر پذیرفته‌است. حتی برخی شماری از آثار شکسپیر را نوشته مارلو می‌دانند.

## زندگی‌نامه
کریستوفر مارلو در سال ۱۵۶۴، در شهر کانتربری به دنیا آمد. تاریخ روز تولد او نامشخص است اما روز تعمید او در کلیسای شهر زادگاه‌اش ۲۶ فوریه ثبت شده‌است. او تنها دو ماه از ویلیام شکسپیر بزرگ‌تر است که تاریخ غسل تعمید شکسپیر در ۲۶ آوریل همان سال ثبت شده‌است. مارلو پس از دانش‌آموختگی از مدرسهٔ شاهی، در دانشگاه کمبریج به تحصیل علوم دینی پرداخت تا در سلک روحانیان درآید؛ ولی به دلیل مطالعه در علوم طبیعی از خدمت در کلیسا منصرف شد و به نوشتن نمایش‌نامه پرداخت. حرفه پدرش کفاشی بود. او که شاعر و درام‌نویسی مطرح در ادبیات است در سال‌های سلطنت الیزابت اول (۱۶۰۵ تا ۱۵۵۸) می‌زیست.

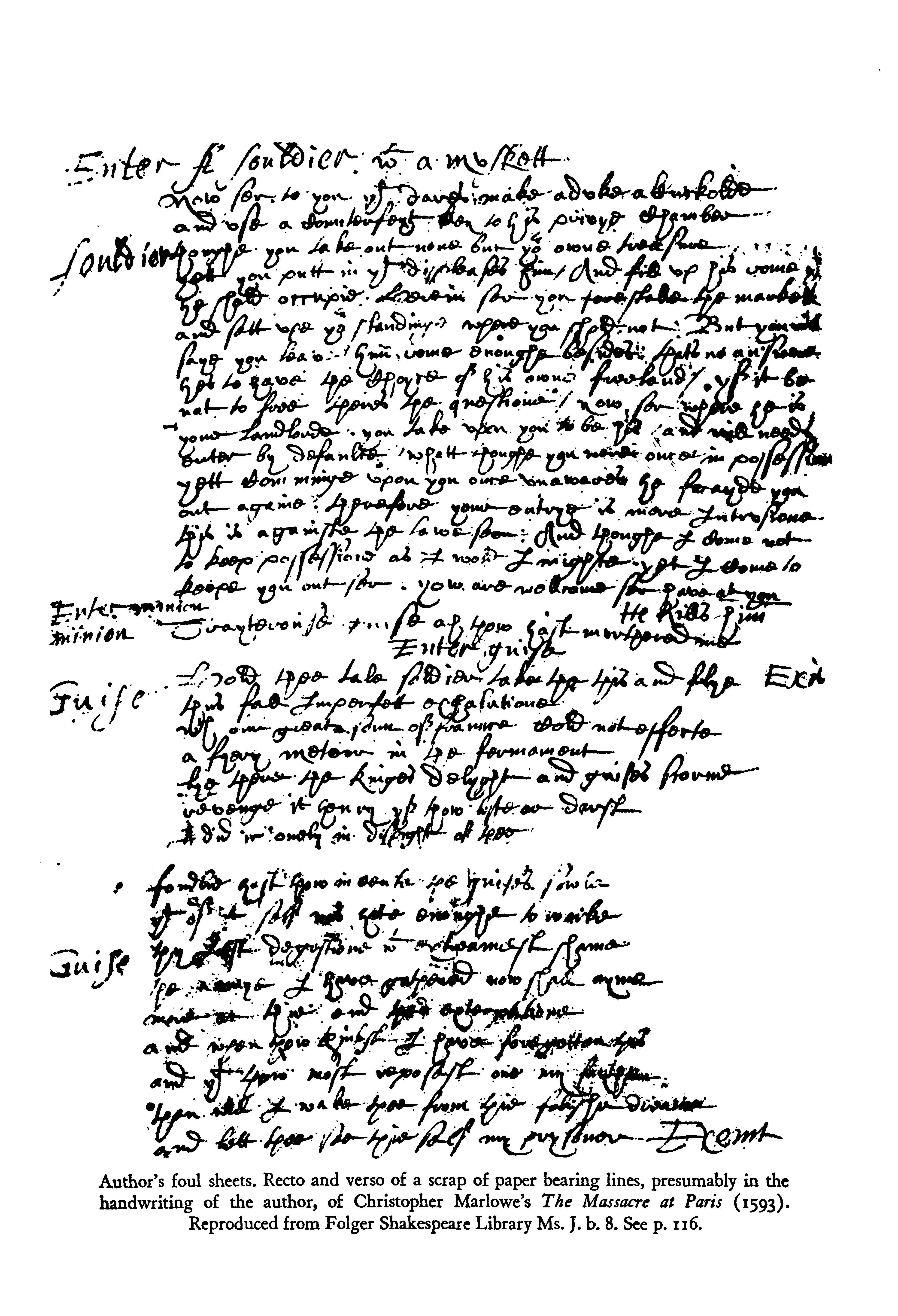
دست نوشته مارلو

مارلو یکی از هفت دانشمند انگلیسی است که در سده شانزدهم نمایش‌نامه‌نویسی را در این کشور بنیان نهادند و به «خداوندان ذوق دانشگاه» معروف شدند. در مدت بیست و نه سال زندگی خود، چندین نمایش‌نامه نوشته‌است که مهم‌ترین آن‌ها «ادوارد دوم»، «یهودی مالت» و «دکتر فاستوس» (۱۶۰۴) است. از زندگی کریستوفر مارلو اطلاعات چندانی در دست نیست ولی معروف است که در سال ۱۵۹۳ در میکده‌ای به ضرب چاقو از پای درآمد. کریستوفر مارلو در زمان حیاتش یکی از مأموران اطلاعاتی سازمان اطلاعات مخفی بریتانیا بود که حتی یکی از نظریه‌های مرگ زود هنگام او مربوط به همین مورد است.

## آثار

### نمایش‌نامه‌ها
- دیدو، شهبانوی کارتاژ ۱۵۸۶ - با همکاری تامس نش
- تامبرلین جلد یک -۱۵۸۷
- تامبرلین جلد دو - ۱۵۸۷، ۱۵۸۸
- یهودی مالت - ۱۵۸۹
- دکتر فاستوس - ۱۵۸۹، یا، ۱۵۹۳
- ادوارد دوم :۱۵۹۲
- کشتار پاریس: ۱۵۹۳

### شعر
- ترجمه کتاب شعر فارسالیا از لوکانوس (تاریخ نامشخص)
- ترجمه مرثیه‌های اووید -(دهه ۸۰ از سده شانزدهم میلادی)
- قهرمان و لئاندر - ۱۵۹۳ ناتمام ماند اما سپس جورج چپمن در سال ۱۵۹۸ آن را تکمیل کرد.